# Niyi Osundare

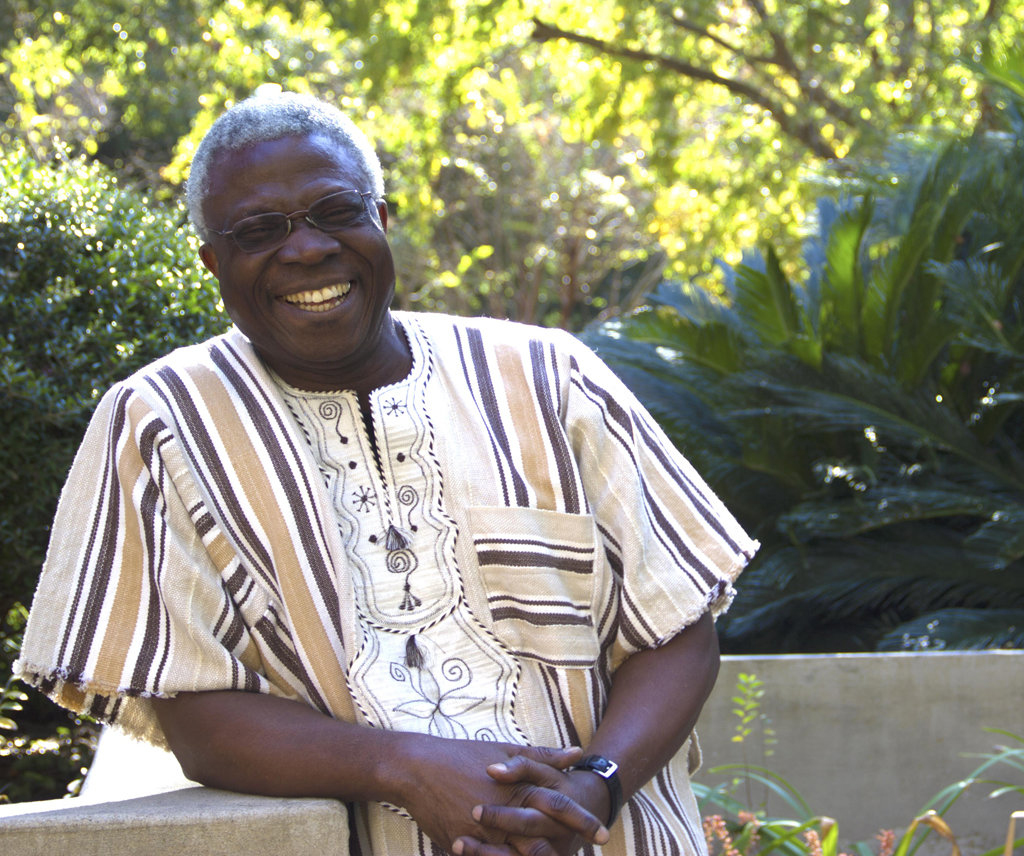
Niyi Osundare

Niyi Osundare (geboren 12. März 1947 in Ikere-Ekiti, Ekiti) ist ein nigerianischer Anglistikprofessor und Schriftsteller.

## Leben
Niyi Osundare gehört in Nigeria zu den Yoruba. Er studierte Englisch an der University of Ibadan (BA), der University of Leeds (MA) und wurde 1979 an der York University in Toronto promoviert.
Er begann 1974 als Assistent an der University of Ibadan, wurde dort 1989 Professor und leitete von 1993 bis 1997 das Englisch-Institut. 1990 erhielt er ein Fulbright-Stipendium für einen Aufenthalt an der University of Wisconsin-Madison und war 1991/92 Associate Professor an der University of New Orleans. Da eine seiner Töchter taub ist und in Nigeria keine Schule fand, ging er mit der Familie 1997 erneut nach New Orleans, wo er ordentlicher Professor wurde. Osundare überlebte 2005 mit seiner Familie den Hurrikan Katrina.
Osundare verfasste eine Vielzahl von Bänden eigener Lyrik, er schrieb vier Theaterstücke, veröffentlichte Essays und Zeitschriftenbeiträge. Er erhielt 1991 als erster englischsprachiger afrikanischer Autor den Noma Award und 1998 den Prix Fonlon-Nichols der African Literature Association. Im Jahr 2008 wurde er mit dem Tchicaya U Tam’si Prize for African Poetry ausgezeichnet.
Die Universite de Toulouse - Le Mirail und das Franklin Pierce College in Rindge verliehen ihm die Ehrendoktorwürde. 2014 erhielt er den Nigerian National Order of Merit Award.

## Werke (Auswahl)
- Songs of the Marketplace. Ibadan : New Horn Press, 1983
- Village Voices : poems. Ibadan : Evans Bros., 1984
- A nib in the pond. Ife : Dept. of Literature in English, University of Ife, 1986
- The Eye of the Earth. 1986, Commonwealth Poetry Prize; Poetry Prize of the Association of Nigerian Authors
- Moonsongs. 1988
- Waiting Laughters. 1990, Noma Award
- Songs of the Season. Ibadan : Heinemann Educational Books, 1990
- Selected Poems. 1992
- Midlife. 1993
- Horses of memory. Ibadan : Heinemann Educational Books, 1998
- The Word is an Egg : poems. Ibadan : Kraftgriots, 2000
- Thread in the Loom: Essays on African Literature and Culture. 2002
- The State Visit. Drama. Ibadan : Kraftgriots, 2002
- Pages from the Book of the Sun: New and Selected Poems. 2002
- Early Birds. 2004
- Two Plays. 2005
- Not My Business. 2005
- Tender Moments : Love Poems. Ibadan : University Press PLC, 2006
- Days. Jericho, Ibadan : HEBN, 2007
- City Without People: The Katrina Poems. Boston : Black Widow Press, 2011
- Random Blues. 2011
- If only the road could talk : poetic peregrinations in Africa, Asia, and Europe. Trenton : Africa World Press, 2017